# Hugo José Siles Núñez del Prado
Hugo José Siles Núñez del Prado (5 de mayo de 1968, La Paz-Bolivia) es internacionalista, politólogo, diplomático, político y docente universitario. Fue ministro y viceministro durante el tercer gobierno del expresidente Evo Morales Ayma. Fue ministro de Autonomías desde el 22 de enero de 2015 hasta el 22 de enero de 2017, y luego de que el Ministerio de Autonomías se fusionó al Ministerio de la Presidencia, fue viceministro de Autonomías desde el 27 de enero de 2017, hasta el 1 de mayo de 2018. El 30 de octubre del 2023, el Ministro de Relaciones Exteriores Rogelio Mayta, durante el gobierno del presidente Luis Arce Catacora posesionó y juramentó a Hugo Siles como nuevo Embajador Extraordinario y Plenipotenciario del Estado Plurinacional de Bolivia en la República Popular China.

## Biografía
Hugo José Siles Núñez del Prado, nació en la ciudad de La Paz. Sus padres fueron Hugo Siles Gómez (+) y Silvia Núñez del Prado (+).
Hugo Siles es internacionalista y politólogo de profesión, titulado por la Universidad Católica de Córdoba, Argentina. Posee una maestría en Comercio Internacional, además de una maestría en Administración Pública y Gobierno Autonómico. 
Fue Oficial Mayor de Coordinación del Gobierno Autónomo Municipal de Santa Cruz de la Sierra, entre diciembre de 2001 a enero de 2005.
Fue concejal electo en el municipio de Santa Cruz de la Sierra, por la alianza MAS IPSP – ASIP (Alianza Solidaria Popular), entre junio del 2010 a diciembre de 2014.
Entre enero de 2015 a enero del 2017 ejerció el cargo de ministro de Autonomías invitado por el presidente del Estado Plurinacional de Bolivia, Evo Morales Ayma.
Entre enero del 2017 a mayo del 2018 ejerció el cargo de viceministro de Autonomías desde el Ministerio de la Presidencia del Estado Plurinacional de Bolivia.
El exministro Hugo Siles en los últimos años expuso en diferentes Foros y Eventos Internacionales destacando el “Modelo Autonómico Boliviano” y los cambios estructurales de Bolivia. 
También es un destacado docente universitario con más de 20 años de trayectoria en diferentes universidades públicas y privadas del país. Es analista de política internacional y Relaciones Internacionales con artículos de opinión y entrevistas en medios de comunicación escritos y televisivos en Bolivia y a nivel internacional.  
Es actual Embajador Extraordinario y Plenipotenciario del Estado Plurinacional de Bolivia en la República Popular China.  

## Carrera Política
Luego de culminar sus estudios universitarios en la Universidad Católica de Córdoba, Argentina; Hugo Siles incursionó en la docencia universitaria de la carrera de Relaciones Internacionales de la universidad privada “NUR” y la universidad pública “Gabriel René Moreno” en la ciudad de Santa Cruz de la Sierra, Bolivia.  
Su incursión en la política inició desde su nombramiento como Oficial Mayor de Coordinación de la Alcaldía de Santa Cruz de la Sierra en diciembre de 2001, durante la gestión del exalcalde municipal Roberto Fernández Saucedo, cargo que ejerció hasta enero de 2005. 
A inicio del 2010 se configura la alianza del MAS-IPSP y la agrupación ciudadana ASIP (Alianza Solidaria Popular) para presentar la candidatura a alcalde de la ciudad de Santa Cruz de la Sierra al exalcalde y político Roberto Fernández Saucedo. El resultado final de la elección dio como ganador al también exalcalde Percy Fernández Añez.  Hugo Siles resultó concejal electo y ejerció entre junio del 2010 a diciembre de 2014. Durante este período, como concejal municipal, se destacó la gestión de fiscalización sobre temas de la ciudad de Santa Cruz de la Sierra como, el servicio de limpieza de canales de drenaje, contratación de servicio de aseo urbano, compras y contrataciones en los servicios de salud, entre otros temas que fueron de polémica en los medios de comunicación, toda vez que la gestión de fiscalización edil de Hugo Siles llevó a la justicia al exalcalde Percy Fernández Añez y sus principales colaboradores. Los medios de comunicación de la época calificaron la gestión de fiscalización edil de Hugo Siles como la “única y solitaria” gestión de fiscalización sobre hechos de corrupción pública en la gestión del alcalde Percy Fernández, como por ejemplo el caso de “la limpieza del Canal Isuto”.
La destacada y mediática fiscalización edil de Hugo Siles le permitió dar un salto a su carrera política, cuando muchos daban por segura su candidatura a concejal reelecto, esta vez por el oficialista partido político MAS-IPSP, hecho que no sucedió. Hugo Siles fue invitado por el expresidente Evo Morales Ayma a jurar como ministro de Autonomías el 22 de enero de 2015.
Durante la gestión ministerial de Hugo Siles, se impulsó y logró el funcionamiento y vigencia de las Autonomías Indígenas Originarios Campesinas y la Autonomía Regional del Gran Chaco en Bolivia. Hugo Siles también liderizó y desarrolló, desde el Consejo Nacional de Autonomías, el Diálogo y debate del Pacto Fiscal en Bolivia.    

### Controversia
En el caso del proceso de conciliación administrativa para la delimitación interdepartamental entre los Departamentos de Chuquisaca y Santa Cruz, el exministro Hugo Siles tuvo que enfrentar una controversia, más allá del procedimiento de aplicación de la Ley 339 y donde la cartera de Autonomías no delimitaba, sino, solo ejercía el rol de Autoridad Conciliatoria. Los secretarios de la Gobernación de Santa Cruz y algunos miembros del partido Demócratas opositores al partido oficialista del gobierno MAS - IPSP, instalaron una campaña de desprestigio en contra del exministro basándose en una nota de fecha 13 de julio del 2016 enviada por el entonces el Ministerio de Autonomías a Yacimientos Petrolíferos Fiscales Boliviano (YPFB) que se refiere a la cartografía referencial, es decir comunicación usual con YPFB en el marco del D.S. 2567. A la cabeza del Secretario de la Gobernación de Santa Cruz Vladimir Peña y el Asambleísta Demócrata Marco Mejía, además de otras autoridades electas de esa tienda política, se emprendieron acciones difamatorias y tergiversadas de la mencionada nota. Lo inusual del caso es que nunca se mostró o expuso la existencia de al menos siete (7) notas similares, en cuyo común denominador de contenido, el Ministerio de Autonomías, antes del proceso de delimitación solicitado por Chuquisaca, advierte e informa sobre la cartografía oficial referencial de los límites entre los departamentos de Santa Cruz y Chuquisaca, así como la existencia de las leyes de 1898 y 1912, sumada a la intencionada actitud de desprestigio con incluso declaratorias de “traidor” y “enemigo” de Santa Cruz, los mismos secretarios de la Gobernación nunca informaron o se refirieron a la existencia de seis (6) informes técnicos sobre los límites precisos establecidos antes y durante el proceso de conciliación administrativa para la delimitación entre Chuquisaca y Santa Cruz. En conclusión, se puso en evidencia que, se prefirió esconder la información abundante, que aludió favorablemente a los intereses del Departamento de Santa Cruz, para tan solo trasladar responsabilidades al gobierno del expresidente Evo Morales Ayma. Finalmente, la gestión del exministro Hugo Siles en calidad de autoridad conciliadora en la delimitación interdepartamental de Chuquisaca y Santa Cruz en la aplicación de la normativa vigente y la demarcación de más de un siglo de historias en los límites delos departamentos en conflictos, concluyó ubicando para los fines de explotación del campo gasífero Incahuasi en el departamento de Santa Cruz.

### Renuncia
En mayo de 2018, después de más tres años de presidir la cartera del Ministerio de Autonomías actualmente Viceministerio de Autonomías, Hugo Siles renunció al cargo, esto para allanar y buscar una solución al conflicto suscitado por la delimitación territorial entre Chuquisaca y Santa Cruz; En Chuquisaca se rechazaron las decisiones oficiales que pretendían dar por cerrado la disputa de límites en ambos departamentos.
“Mi decisión ha sido producto de un análisis a partir de los anuncios de movilizaciones y también de los pedidos de mi renuncia.  Si con mi renuncia hay calma y mejor entendimiento, yo creo que habré aportado con mi decisión a que este tema se resuelva. Confío en que volverá la calma a Chuquisaca, fundamentalmente con las debidas explicaciones, por eso prefiero no interferir”, afirmó Hugo Siles. (02/05/2018)

## Trayectoria Diplomática

### Embajador de Bolivia en la República Popular de China (2023)
El 30 de octubre de 2023, durante el gobierno del Presidente del Estado Plurinacional de Bolivia Luis Alberto Arce Catacora, el ministro de Relaciones Exteriores  Rogelio Mayta Mayta posesionó y juramento al exministro de autonomías Hugo José Siles Núñez del Prado como nuevo Embajador de Bolivia en la  República Popular China.
El 30 de enero de 2024, en el Gran Palacio del Pueblo en Beijing, el embajador del Estado Plurinacional de Bolivia Hugo Siles, presentó sus Cartas Credenciales al Presidente de la República Popular China Xi Jinping, junto a otros 41 embajadores acreditados, en la que recibieron el saludo del primer mandatario invocando la amistad e integración de China con el mundo.

## Publicaciones
Hugo Siles es coautor de varios libros y publicaciones:
- 2014: La construcción de un Orden Internacional Descolonial y el Vivir Bien – Los desafíos de la agenda postmilenio “Tomo 1”.
- 2014: La construcción de un Orden Internacional Descolonial y el Vivir Bien – Los desafíos de la agenda postmilenio “Tomo 2”.
- 2015: Línea de Base: Sobre capacidades institucionales de Gobiernos Autónomos Departamentales.
- 2016: Ensayos sobre descentralización y autonomías municipales: un proceso dialéctico.
- 2016: Ensayos sobre el proceso de Diálogo para el Pacto Fiscal en Bolivia.
- 2016: Autonomías Departamentales: Una mirada en profundidad al nivel de gobierno intermedio en Bolivia.
- 2016: La Reconfiguración del Campo Político Cruceño: De la lucha inter-hegemónica a la lucha intra-hegemónica.
- 2016: Estudio Comparado de Regímenes Descentralizados 24 países.
- 2017: Ensayo sobre el Foro de Desarrollo Económico Local para América Latina y el Caribe.